# Teresa Orlowski
| Teresa Orlowski                           | Teresa Orlowski                           |
| Kattints az alábbi külső linkek egyikére! | Kattints az alábbi külső linkek egyikére! |
| ----------------------------------------- | ----------------------------------------- |
| Nem található szabad kép.(?)              |                                           |
| külső link · jogvédett                    | Képe az IMDB.com-ról                      |

Teresa Orlowski (szül. Teresa Orłowska) (Wrocław, 1953. július 29. –) lengyel származású német pornószínésznő, később producer.
Fiatal korát Krakkóban töltötte. 1979-ben költözött Németországba, a Rajna menti Bochumba, ahol kezdetben pincérnőként dolgozott.
1981-ben szerepelt először pornófilmben. 1982-ben megalapította saját cégét, a Verlag Teresa Orlowski (VTO) kiadót. 1983-tól kezdett pornószínésznőként, rendezőként és producerként is dolgozni. Harmincévesen, 1983-ban készítette első jelentősebb pornófilmjét, a Joey Silvera rendezte Go For It című filmet.
1982-ben között házasságot Las Vegasban Hans Moser német pornófilm-producerrel (művésznevén Sascha Alexanderrel). 1989-ben elváltak.